# IX Universiade invernale
La IX Universiade invernale si è svolta dal 5 al 12 febbraio 1978 a Špindlerův Mlýn, nell'allora Cecoslovacchia.

## Medagliere
Paese ospitante 
| Pos.   | Paese            | Oro | Argento | Bronzo | Totale |
| ------ | ---------------- | --- | ------- | ------ | ------ |
| 1      | Unione Sovietica | 6   | 5       | 3      | 14     |
| 2      | Cecoslovacchia   | 4   | 2       | 3      | 9      |
| 3      | Italia           | 3   | 1       | 2      | 6      |
| 4      | Francia          | 1   | 2       | 1      | 4      |
| 5      | Polonia          | 1   | 2       | 0      | 3      |
| 6      | Bulgaria         | 1   | 1       | 1      | 3      |
| 7      | Svizzera         | 0   | 2       | 1      | 3      |
| 8      | Austria          | 0   | 1       | 3      | 4      |
| 9      | Finlandia        | 0   | 0       | 2      | 2      |
| Totale | Totale           | 16  | 16      | 16     | 48     |